# Ненашев, Михаил Петрович
Михаил Петрович Ненашев (18 марта 1960, Козловка, Воронежская область, РСФСР, СССР — 29 августа 2021, Москва, Россия) — российский общественный и политический деятель, председатель Общероссийского Движения Поддержки Флота, депутат Государственной Думы Российской Федерации V-го (2007—2011), капитан 1-го ранга запаса. Член Генерального совета Всероссийской политической партии «Партия Дела».

## Биография
Родился 18 марта 1960 г. в Воронежской области, Терновском районе, с. Козловка.

### Образование
В 1983 году окончил Киевское высшее военно-морское политическое училище.
В 1990—1991 годах учился в Военно-политической академии.
В 1993 году окончил специальное отделение социологического факультета МГУ им. М. В. Ломоносова.
В 2001 году защитил диссертацию кандидата политических наук по теме «Гражданское общество России и роль в его становлении общественных объединений» в Московском Государственном Университете им. М. В. Ломоносова — Институт переподготовки и повышения квалификации.

### Военная служба
В мае 1978 года начал службу матросом на Северном флоте — учебный отряд, сторожевой корабль, во время службы на корабле присвоено воинское звание — старшина 2 статьи: г. Североморск, пос. Лиинахамари — Мурманская область.
После окончания училища в 1983 году лейтенантом был направлен на Северный флот: служил на корабле (1983—1986 гг.) — заместителем командира морского тральщика по политической части, в штабе Кольской флотилии — политический отдел: старший инструктор, начальник отделения комсомольской работы (1986—1990 гг.), Мурманская область: пос. Порт-Владимир, город Полярный.
В августе 1991 года в звании капитан-лейтенанта возглавил гражданскую оборону Дома Советов РСФСР.
В октябре 1991 года присвоено очередное воинское звание — капитан 3 ранга.
В 1992—1993 годах М. П. Ненашев проходил службу в порядке прикомандирования в Комитете по делам военнослужащих и членов их семей при Правительстве России; в 1993—1994 гг. в Федеральном информационном центре России; в 1994—1996 гг. в аппарате Государственной Думы России — комитет ГД по обороне. Очередное воинское звание — капитан 2 ранга присвоено в октябре 1995 г. Уволен с воинской службы в запас в 1996 г. Во время нахождения в запасе, в 1998 г., было присвоено воинское звание — капитан 1 ранга.

### Общественная деятельность
В сентябре 1991 г. М. П. Ненашев организовал Общественный совет «300 лет Российскому Флоту», в 1998 г. преобразованный в Общероссийское Общественное Движение Поддержки Флота — ДПФ. На семи съездах Движения избирался председателем ДПФ.

Остановиться и на деятельности Михаила Петровича Ненашева — Председателя Общероссийского Движения Поддержки Флота, капитана 1 ранга запаса, которого я знаю почти 20 лет, с той поры, когда я командовал Кольской флотилией Северного флота. Ненашев был одним из лучших офицеров флота. А сейчас Михаила Петровича знают по всей стране. Ненашев всегда занимает активную позицию, обладает волевым характером и самостоятельным мышлением. Он прошёл через многие жизненные, порой жестокие испытания, потому что никогда не оставался нейтральным, но при этом сохранил оптимизм, доброжелательность к людям, настоящую русскую открытость.
В 1991—1992 гг., когда я боролся за сохранение для России Черноморского флота, Ненашев активно помогал мне. До сих пор на Черноморском флоте, в Крыму ценят его острые и аргументированные требования от имени движения к руководству России по защите черноморцев, крымчан. Я не помню ни одного подобного заявления именно в то время от других представителей морского сообщества.
Достаточно посмотреть стенограмму выступления Ненашева в Государственной Думе в 1998 г., чтобы убедиться в его принципиальности и настойчивости в деле поддержки Черноморского флота. […] Именно Михаил Петрович в сентябре-октябре 1991 г. обратился ко мне с идеей развернуть подготовку к 300-летию флота на общенациональном уровне. Естественно, я поддержал эту инициативу, отправив в Москву телеграмму с поддержкой прекрасного начинания.
Само движение, которое возглавляет Ненашев, — единственная общероссийская организация морской направленности и единственная по длительности существования.
[…] Подвижническая деятельность Ненашева объединила тысячи и тысячи людей […]. Вместе со своей командой единомышленников он продолжает служение Отечеству, невзирая на любые обстоятельства.
— Адмирал И. В. Касатонов. (Из книги «Командую флотом»).

### Политическая деятельность
Ненашев М. П. — депутат Государственной Думы Российской Федерации V-го созыва от Мурманской области: беспартийный, входил в состав фракции «Единая Россия». Работая в Государственной Думе России: 2007—2011 г.г., являлся Председателем Подкомитета по военно-техническому сотрудничеству Комитета ГД по обороне.

### Членство в общественных организациях
- Заместитель председателя Общественного совета Федерального агентства морского и речного транспорта[5]
- Член Общественных советов Министерства обороны России, Министерства транспорта России
- Член Совета Торгово-Промышленной Палаты РФ по промышленному развитию и повышению конкурентоспособности экономики России[6].
- Член Попечительского Совета Государственного университета морского и речного флота имени адмирала С. О. Макарова (Макаровки)[7].
- Член Наблюдательного совета Санкт-Петербургского государственного морского технического университета (Корабелки)

### Смерть
Скоропостижно скончался 29 августа 2021 года в Москве в фитнес-клубе «Олимпик-Стар» на Рублёвском шоссе от внезапной остановки сердца сразу же после начала тренировки.
Похоронен на Троекуровском кладбище.

## Личная жизнь
Был женат, имел сына, жил вместе с семьей в Москве. Увлекался футболом, теннисом, хоккеем.

## Награды и премии
- Национальная премия «Имперская культура» имени Эдуарда Володина (2013)[8].